# Telmatobius huayra
Espèce
Statut de conservation UICN

 VU B1ab(ii,iv) : Vulnérable
Telmatobius huayra est une espèce d'amphibiens de la famille des Telmatobiidae.

## Répartition
Cette espèce est endémique de la province de Sud Lípez dans la partie méridionale du département de Potosí du Sud de la Bolivie. Elle se rencontre dans les hauts plateaux andins à environ 4 200 m d'altitude.

## Publication originale
- Lavilla & Ergueta-Sandoval, 1995 : Una nueva especie de Telmatobius (Anura: Leptodactylidae) del sudoeste de Bolivia.  Ecología en Bolivia, vol. 24, p. 91-101.